# Altenberg bei Linz
Altenberg bei Linz è un comune austriaco di 4 509 abitanti nel distretto di Urfahr-Umgebung, in Alta Austria; ha lo status di comune mercato (Marktgemeinde).